# Une histoire d'amour à la con
Pour plus de détails, voir Fiche technique et Distribution.
Une histoire d'amour à la con est un film français réalisé par Henri-Paul Korchia, sorti en 1996.

## Fiche technique
- Titre français : Une histoire d'amour à la con
- Réalisation : Henri-Paul Korchia
- Scénario : Henri-Paul Korchia
- Photographie : Bernard Déchet
- Production : Laurent Thiry
- Pays d'origine :  France
- Durée : 85 minutes
- Date de sortie : 1996

## Distribution
- Jacques Gamblin : Gérard Delmont
- Emmanuel Depoix : Pascal
- Françoise Muranyi-Kovacs : Hélène
- Sophie Tellier : Françoise
- Féodor Atkine
- Frédéric Diefenthal
- Arsène Jiroyan
- Véronique Moest : La cliente enceinte chez le libraire
- Olivier Brocheriou